# SN 2006D
SN 2006D – supernowa typu Ia odkryta 11 stycznia 2006 roku w galaktyce M-01-33-34. W momencie odkrycia miała maksymalną jasność 15,60m.